# Neoclytus magnus
Neoclytus magnus es una especie de escarabajo longicornio del género Neoclytus, tribu Clytini, subfamilia Cerambycinae. Fue descrita científicamente por Schaeffer en 1904.

## Descripción
Mide 17-21 milímetros de longitud.

## Distribución
Se distribuye por Estados Unidos y México.